# UIC铁路客车分类
UIC铁路客车分类是国际铁路联盟为各种铁路客车制定的国际标准化分类体系。铁路客车的样式在这里由UIC的通用符号显示，它们主要由一个“类别字母”（大写）以及一个或多个“标记字母”（小写）共同组成。在更广泛的意义上，车辆还需要通过UIC车厢编号以对车辆的具体样式进行区分，因为这些编码包含更多的技术信息，例如最高运行速度及供暖类型等。
UIC铁路客车分类的规范用法通常是标注在每节车辆的侧面或指定的区域中。

## 类别字母
在通用符号的开头始终是由一个或多个类别字母组成。它们标明的是车辆的类别：
|       | 含义                               | 备注               |
| ----- | ---------------------------------- | ------------------ |
| A     | 含一等席位的座车                   |                    |
| B     | 含二等席位的座车                   |                    |
| AB    | 含一等及二等席位的座车             |                    |
| AR    | 含一等席位、厨房及就餐空间的半餐车 |                    |
| BR    | 含二等席位、厨房及就餐空间的半餐车 |                    |
| AD    | 含一等席位及行李寄存空间的半行李车 |                    |
| BD    | 含二等席位及行李寄存空间的半行李车 |                    |
| D     | 行李车厢                           |                    |
| DA    | 含一等席位的双层车厢               | （仅德国）         |
| DB    | 含二等席位的双层车厢               | （仅德国）         |
| DD    | 双层行李车厢                       | （仅德国国营铁路） |
| DD    | 客车类别的双层汽车运输车厢         | （用于人车同行）   |
| F     | 邮政车厢                           | （仅奥地利）       |
| FR    | 含行李寄存空间的餐车               | （仅挪威）         |
| Post  | 邮政车厢                           | （仅德国）         |
| BPost | 含二等席位及邮件寄存空间的座车     | （仅德国）         |
| DPost | 含邮件寄存空间的行李车             | （仅德国）         |
| Salon | 沙龙车厢                           |                    |
| SR    | 商用车厢                           |                    |
| WG    | 商用车厢（舞池车厢）               | （仅德国）         |
| WGS   | 特殊商用车厢                       | （仅德国）         |
| WLA   | 一等软卧车厢                       |                    |
| WLB   | 二等软卧车厢                       |                    |
| WR    | 进餐车厢                           |                    |
| KA    | 一等窄轨车厢                       |                    |
| KB    | 二等窄轨车厢                       |                    |
| KD    | 窄轨行李车厢                       |                    |
| Z     | 邮政车厢                           | （仅瑞士）         |
| Z     | 囚犯押运车厢                       |                    |

## 标记字母（德国铁路）
在类别字母后面显示的小写字母用于标明车辆的技术装备及布置。每个铁路运营商至少会部分使用各自的标记字母。下表为德国铁路股份公司所施行的体系：
|    | 含义 |
| -- | --- |
| a  | 含自动门设备的车厢 |
| b  | 含残疾人设施的车厢 |
| b  | 旧： 含控制（指令）导线的车厢 |
| c  | 含隔间、可将座席转换为卧铺（硬卧）的车厢（硬卧车厢) |
| d  | 含多功能空间或自行车停车位的车厢 |
| f  | 含36针控制电缆或时刻复用动力集中式列车控制设备的控制车厢 |
| f  | 另作 u：含34针控制电缆或时刻复用动力集中式列车控制设备的控制车厢 |
| h  | 除了通过列车管线外，还可通过自身车轴发电机供电的车厢 |
| h  | 另作： 尚未完成编号转换的德国国营铁路通勤车厢 |
| i  | 另作m： 原区际列车车厢 |
| i  | 旧： 含车厢连接通道、但不含波纹管或橡胶密封圈的车厢 |
| k  | 含酒吧、报刊亭、厨房隔间或自动贩卖机的车厢 |
| l  | 与m式车厢类似，但不设侧通道（目前已不使用） |
| m  | 长度在24.5米以上、连接通道含橡胶密封圈的区域铁路车厢（另作DDm） |
| n  | 长度在24.5米以上、在二等席位中（虚掩的12个隔间）包含中央通道的开放空间、在一等席位中包含中央或侧通道、双中门设计、适用于动力集中式列车运行（36针控制电缆）的通勤车厢 |
| o  | 类似于m：较少的隔间，且不设空调 |
| p  | 含开放空间及中央通道的车厢，设空调 |
| q  | 含34针控制电缆的控制车厢（仅用于未进行现代化改造的车辆） |
| r  | 含KE-GPR高效制动器的车厢。仅在n式或邮政车厢中使用 |
| s  | 作行李车厢： 侧通道 |
| s  | 作软卧车厢： 特殊类别（小型单人或双人隔间） |
| s  | 作隔间车厢： 服务隔间 |
| u  | 含34针动力集中式控制电缆的车厢（德国国营铁路车型） |
| uu | 含36针控动力集中式控制电缆的车厢（德国铁路车型，后被n取代） |
| v  | 减少了隔间数量的长途运输车厢 |
| w  | 自2012年起：隔间数量显著减少的长途运输车厢 |
| x  | 含开放空间及中央通道的S-Bahn车厢，通过列车管线供电、设有中门及高效制动器（参见x-型车厢。                                                                             |
| y  | 长度在24.5米以上、在二等席位中（虚掩的11个隔间）包含中央通道的开放空间、双中门设计、适用于动力集中式列车运行（34针控制电缆）的通勤车厢                               |
| z  | 通过列车管线供电的车厢（无车轴发电机） |

## 标记字母（奥地利联邦铁路）
奥地利联邦铁路使用不同的标记字母用于区分双轴及四轴车辆。下列的分类字符自1981年起生效。其中标记字母d用于双层车厢，l用于可供动力集中式运行的车厢，s用于控制车厢，它们会通过一个连字符显示（例如Bmpz-ds）。
|    | 含义                               |
| -- | ---------------------------------- |
| c  | 四轴硬卧车厢                       |
| h  | 含电力供暖的两轴车厢               |
| i  | 含开放式平台及中央通道的两轴车厢   |
| ip | 含封闭式平台及中央通道的两轴车厢   |
| m  | 长度在24米以上的四轴车厢           |
| o  | 不含蒸汽供暖的两轴车厢             |
| p  | 含开放空间及中央通道的四轴车厢     |
| s  | 含侧通道的四轴行李车厢             |
| ü  | 含波纹管连接通道的两轴车厢         |
| w  | 含自供暖的两轴车厢（动车组拖车）   |
| x  | 用于货物快运的四轴行李车厢         |
| z  | 通过列车管线供电的四轴车厢         |
| -d | 双层车厢                           |
| -k | 含列车长办公席的车厢               |
| -l | 含动力集中式列车控制管线的车厢     |
| -s | 含动力集中式列车控制管线的控制车厢 |

## UIC客车编号

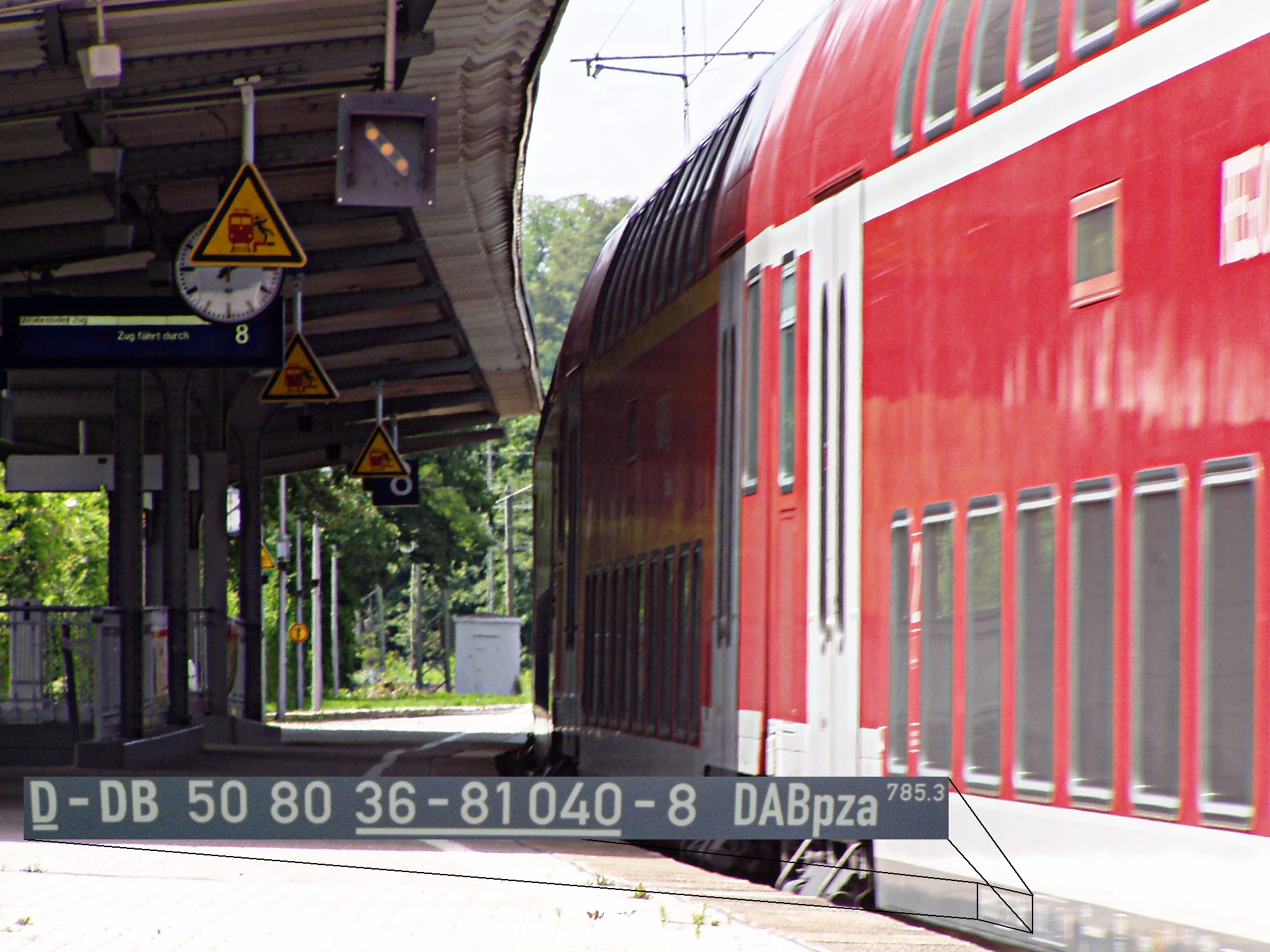
一节DABpza的车厢编号及其显示的位置

完整的UIC车厢编号由12个数字组成，在此情况下，车厢编号的的个别数字通常具有以下含义：
- 第一及第二位数字：铁路车辆交换代码（德语：Kode für das Austauschverfahren）（牵引车辆显示型号代码（德语：UIC-Kennzeichnung der Triebfahrzeuge））
- 第三及第四位数字：铁路车辆持有人代码（德语：Kode für das Eigentumsmerkmal）（自2007年起为UIC国家代码（德语：UIC-Ländercode））
- 第五至第八位数字：类别代码及供暖系统
- 第九及第十一位数字：运营编号
- 第十二位：校验码

用于铁路客车的第五位车厢编号可转译为类别字母
- 0 = 国际卧铺车公司（德语：Compagnie Internationale des Wagons-Lits）的邮政车厢、私人车厢及软卧车厢
- 1 = A - 一等座车
- 2 = B - 二等座车
- 3 = AB - 一/二等座车
- 4 = Ac及AcBc - 一等硬卧车及一/二等硬卧车
- 5 = Bc - 二等座车
- 6 = 软卧车及特殊形式的车厢
- 7 = 软卧车及特殊形式的车厢
- 8 = 软卧车及特殊形式的车厢
- 9 = 行李车

用于铁路客车的第六位车厢编号可转译为车辆内隔间的数量
- 0 = 邮政车-也作00
- 6 = 尚未引入国际WL-Pool的软卧车
- 7 = 尚未采用国家车厢代码的软卧车-也作06及07

在类别A中：
- 0 = 10隔间 - 也作10
- 7 = 7隔间 - 也作17
- 8 = 8隔间 - 也作18
- 9 = 9隔间 - 也作19

在B类别中：
- 0：10隔间 - 也作20
- 1：11隔间 - 也作21
- 2：12隔间 - 也作22
- 7：7隔间 - 也作27
- 8：8隔间 - 也作28
- 9：9隔间 - 也作29

在AB类别中：
- 0 = 10隔间 - 也作30
- 1 = 11隔间 - 也作31
- 7 = 7隔间 - 也作37
- 8 = 8隔间 - 也作38
- 9 = 9隔间 - 也作39

第七位车厢编号可转译为最高运行速度：
- 0至2 = 120公里/小时
- 3至6 = 140公里/小时
- 7至8 = 160公里/小时
- 9 = 160公里/小时以上

## 示例
以下是以编号D - DB 50 80 36 - 81 040 - 8 DABpza785.3为例，对一个完整的铁路客车标识（包括国家代码、持有人、UIC车厢编号、类别标识及样式编号）进行拆解：
```
    D = 德国
   DB = 德国铁路股份公司

   50 = 国内运行车厢
   80 = 德国
    3 = AB；一等及二等席别
    6 = 双层车厢
    8 = 最高速度为160公里/小时
    1 = 含1000V/16.6(6)Hz、1500V/50Hz、1500V/=、3500V/=电压的电力供暖
  040 = 运营编号
    8 = 自身校验码

    D = 双层车厢
    A = 一等车厢
    B = 二等车厢

    p = 含空调的开放车厢
    z = 通过列车管线供电的车厢
    a = 含自动门设备的车厢

785.3 = 型号
```